# Противостояние в Донецкой области
Противостояние в Донецкой области — один из эпизодов общего политического кризиса на Украине весной 2014 года, обострение противостояния в южных и восточных регионах страны.

## Предыстория
В феврале 2014 года на Украине Верховная рада отстранила президента Виктора Януковича, представлявшего Партию регионов, от власти и назначила временное правительство до досрочных выборов президента Украины, которые были назначены на 25 мая 2014 года. На востоке Украины сформировалось протестное движение.

## Протесты в Донецке

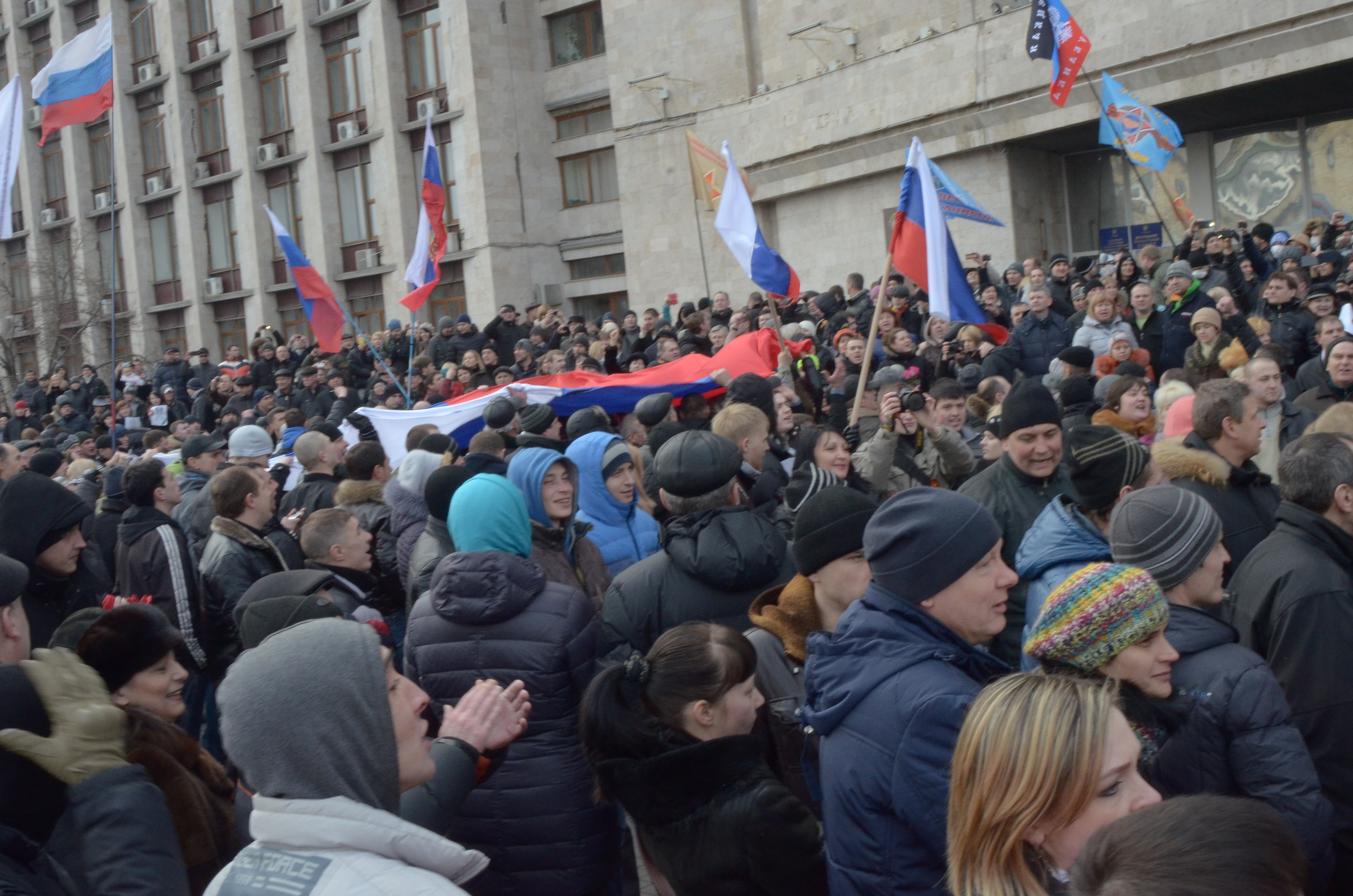
Пророссийский митинг в Донецке, 1 марта 2014 года.
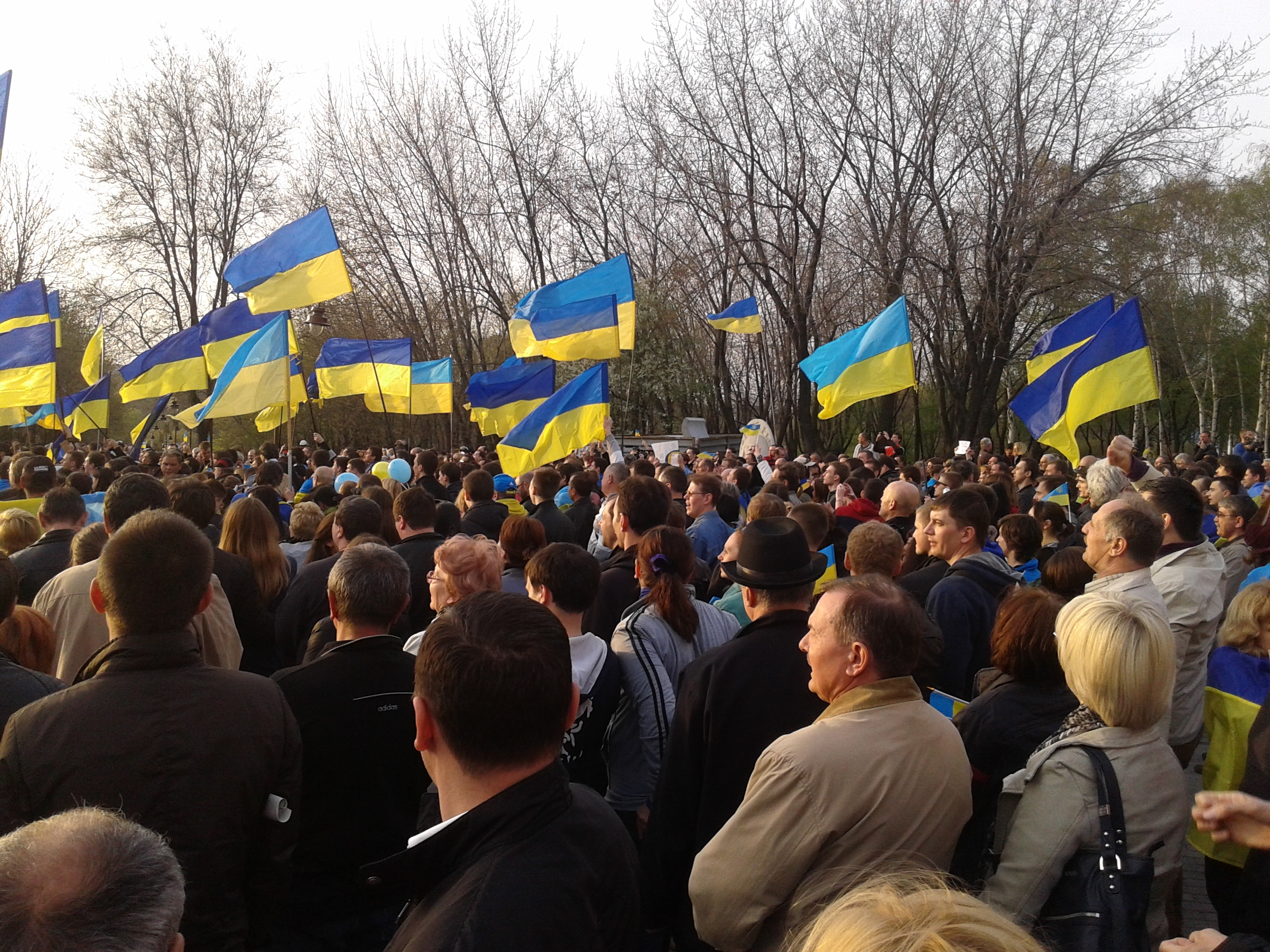
Проукраинский митинг в Донецке, 17 апреля 2014 года.

28 февраля командир созданного в конце февраля движения «Народного ополчения Донбасса» Павел Губарев пришёл на сессию городского совета и выдвинул депутатам ультиматум, потребовав признать нелегитимность Верховной рады, правительства Яценюка и губернатора Донецкой области. Получив отказ, он приступил к организации митинга своих сторонников.
1 марта на антиправительственный пророссийский митинг собралось от 3 до 5 тысяч человек. Они штурмовали и заняли здание администрации. Также произошли столкновения между сторонниками Евромайдана и собранием пророссийски настроенных митингующих. Перед зданием обладминистрации был поднят российский флаг. Участники пророссийского митинга скандировали «Россия» и «Слава Беркуту». На митинге была принята резолюция об избрании в качестве главы областной государственной администрации лидера «Народного ополчения Донбасса» Павла Губарева и о проведении референдума о судьбе Донецкой области. Вышедший к участникам митинга городской голова Донецка Александр Лукьянченко объявил, что сессия Донецкого областного совета согласилась с требованиями митингующих.
На народном сходе Павел Губарев был выбран так называемым «народным губернатором» Донецка. В ночь на 2 марта на Губарева было совершено нападение.
2 марта и. о. президента сменил руководителей 10 областей, и главой Донецкой области был назначен Сергей Тарута. 3 марта на митинг против этого решения вышло около 1,5 тысяч человек. Представители пророссийских митингующих выступили на сессии облсовета и потребовали признать нелегитимность действующей центральной власти. Начался сбор подписей за референдум по статусу Донбасса.
Участники пророссийского митинга в Донецке взяли штурмом здание Донецкой ОГА, после того как областной совет отказался признать власть так называемого «народного губернатора» Павла Губарева. Тогда же некоторые митингующие напали и на бывшего главу Донецкой областной администрации Андрея Шишацкого. Местная милиция отказалась поддержать этих демонстрантов.
7 марта в СМИ появилась информация, что бойцы Донецкого «Беркута» отказались выполнять приказ о разгоне митингующих против назначения главой администрации региона Сергея Таруты и за освобождение задержанного «народного губернатора» Донецкой области Павла Губарева. Пресс-служба Главного управления МВД в Донецкой области заявила, что эта информация неверна, и назвала её провокацией.
13 марта в течение дня в Донецке проходил пророссийский митинг. Люди держали российские флаги, плакаты против политических репрессий, вступления в НАТО и ЕС. Вечером этого же дня начался митинг за единство Украины. Однако проукраинские демонстранты были атакованы намного более многочисленными пророссийскими протестующими. 50 человек пострадало, 2 человека погибли(в том числе Герой Украины Дмитрий Чернявский) . Милиция задержала наиболее агрессивных активистов, мешавших проведению митинга, однако под натиском агрессивно настроенных пророссийских активистов милиции пришлось выпустить задержанных. Пророссийски настроенные демонстранты забрасывали своих противников петардами и дымовыми шашками. Некоторые демонстранты бросали камни в машины милиции и пытались их перевернуть. Более десятка человек получили колотые раны и другие травмы в ходе драк, которые охватили весь центр города.
17 марта под Донецком танк чуть не задавил людей, блокировавших передвижение украинской военной техники. Кроме того, местные жители организовали пикеты у воинских частей и мостов, ведущих в направлении российско-украинской границы. По словам местных жителей, это было вызвано нежеланием войны, а также опасениями, что местных пограничников заменят националистами.
30 марта тысячи жителей приняли участие в митинге в поддержку референдума о статусе Донбасса.
На протяжении всей весны 2014 года в Донецке проходили также проукраинские митинги и шествия «За единую Украину». По словам одной из демонстранток, «Мы пришли сюда с друзьями, потому что Украина - наше будущее, а Россия и пророссийский Донбасс - уже в прошлом». 
28 апреля в Донецке состоялось последнее проукраинское шествие, которое переросло в столкновение с пророссийскими силами.
23 мая 2014 года вооружённые сторонники ДНР разгромили «молитвенный марафон» на площади Конституции. До этого в течение 158 дней верующие молились за единство Украины.

## Захват оружия
6 апреля 2014 года в ходе массовых антиправительственных митингов, проходивших в городах юго-востока Украины с конца февраля, их участники перешли к активным действиям, захватив ряд административных зданий в Харьковской, Донецкой и Луганской областях. Пророссийские демонстранты собрались у здания СБУ. После переговоров сотрудники СБУ пустили их внутрь, сепаратисты забрали оружие и с ним захватили здание горсовета.
7 апреля в Донецке была провозглашена Донецкая Народная Республика. В тот же день и. о. президента Украины Александр Турчинов заявил в телевизионном обращении, что в отношении людей, занявших с оружием в руках административные учреждения в Луганске, Донецке и Харькове, власти страны будут проводить «антитеррористические мероприятия».
На 11 мая было назначено проведение референдума о самоопределении Донецкой Народной Республики.

## Начало войны
В ночь с 11 на 12 апреля группа вооружённых активистов под руководством Игоря Стрелкова перешла границу Украины. Утром 12 апреля группа Стрелкова заняла стратегически важный пункт — город Славянск, который с этого дня стал центром противостояния сепаратистов и правительственных войск в Донецкой области.
13 апреля в городах Енакиево, Макеевке и Мариуполе митингующие при поддержке сепаратистов и бездействии местной милиции заняли здания городских администраций и подняли флаги ДНР. 14 апреля под контроль сил ДНР перешли Горловка, Харцызск, Ждановка и Кировское.
17 апреля 2014 года депутат Горловского городского совета Владимир Рыбак был похищен пророссийскими активистами в Горловке сразу после митинга, организованного в поддержку городского главы Евгения Клепа. По окончании альтернативного митинга «За единую Украину» Рыбак направился в здание городского совета, чтобы встретиться с главой, но войти в здание ему помешали сторонники «Донецкой республики». В ходе мероприятия Владимир Рыбак пытался снять флаг самопровозглашённой «Донецкой народной республики», вернув туда флаг Украины. После словесной перепалки на глазах свидетелей произошла потасовка, которую засвидетельствовали на видеоплёнку. 22 апреля его тело было найдено в реке Казённый Торец возле пгт Райгородок Донецкой области с признаками насильственной смерти и было опознано женой
В Мариуполе с начала конфликта противоборствующие силы контролировали лишь отдельные воинские части и административные здания, поэтому статус контроля над городом оставался неопределённым до 13 июня, когда батальон «Азов» при поддержке украинских силовиков и бронетехники зачистил городской центр Мариуполя от сепаратистов ДНР.

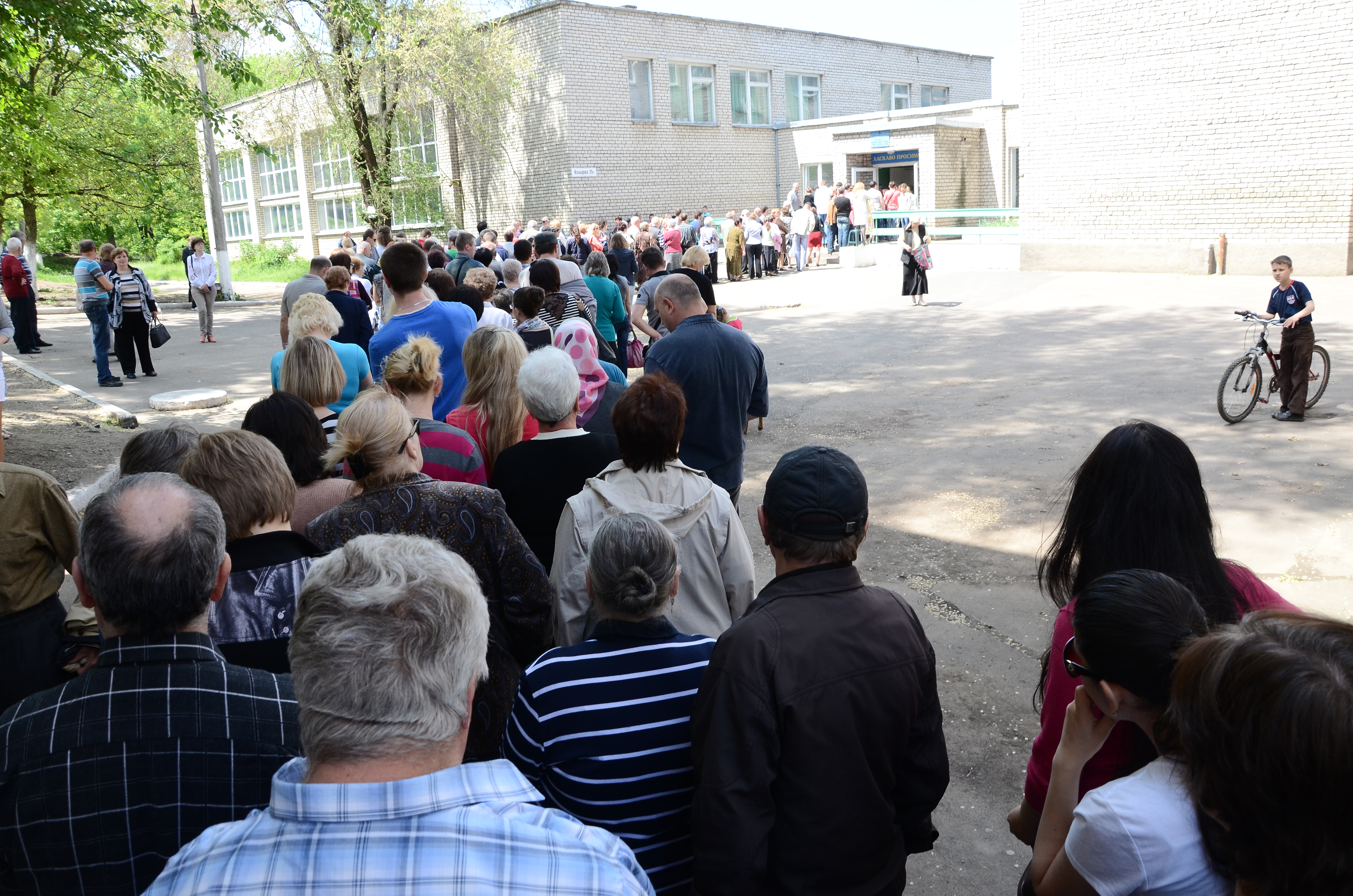
Очередь на избирательный участок в Донецке, во время проведения референдума

Для закрепления своего юридического статуса самопровозглашённые республики 11 мая провели референдумы в Донецкой и Луганской областях и, по заявлениям их организаторов, имели явку соответственно 75 % и 75 % и количество проголосовавших «за» 89 % и 96 %.

## Противостояние в Донецком аэропорту
Летом 2014 года сепаратисты установили контроль над Донецком, с помощью вооружённых формирований, прибывших из окружённого Славянска, вынудив остававшиеся подразделения ВСУ и МВД Украины покинуть город. Затяжной характер приняли бои за Донецкий аэропорт, который был впоследствии уничтожен и который в то же время использовался ВСУ для обстрела города из артиллерийского орудия. Вооружённым формированиям ДНР удалось выбить подразделения ВСУ с территории аэропорта в январе 2015 года.

## Иловайский котёл
В начале лета развернулись бои между силовиками и сепаратистами за контроль над российско-украинской границей. К 5 июня сепаратистам удалось захватить целый ряд украинских погранпунктов: Станица Луганская, Краснодон, Бирюково, Свердловск, Дьяково, Червонопартизанск, Должанский и Красная Могила.
К 13 июня сепаратисты были выбиты из Мариуполя, и украинские силовики предприняли операцию по изоляции «народных республик» от России.
В ночь на 5 июля силы сепаратистов с колонной бронетехники и в сопровождении гражданских беженцев вырвались из окружённого Славянска и переместились в соседний Краматорск, откуда почти сразу же направились в Горловку и Донецк. Вооружённые силы Украины в результате смогли 5—6 июля занять Славянск, Краматорск, Дружковку, Константиновку и Артёмовск.
В середине лета сепаратисты предприняли ряд успешных контратак; так в результате боёв за Саур-Могилу и ракетной атаки под Зеленопольем украинские части попали в Южный котёл.
17 июля на востоке Донецкой области произошло крушение самолёта авиакомпании Malaysia Airlines, выполнявшего рейс из Амстердама в Куала-Лумпур. Воспользовавшись замешательством, связанным с расследованием трагедии, украинские войска взяли под свой контроль города Рубежное, Дзержинск и Соледар. 22 июля сепаратисты отступили из Северодонецка, Лисичанска, Кировска и Попасной, потеряли контроль над Саур-Могилой.
В августе наступил перелом в боевых действиях: сначала сепаратисты захватили участок на юге Луганской области, граничащий с Ростовской областью, а в конце месяца перешли в контрнаступление.
10 августа начались бои за Иловайск, позже закончившиеся окружением и уничтожением крупной группировки ВСУ. Тяжёлое положение оказавшихся под обстрелами мирных жителей несколько облегчила гуманитарная помощь России.
24 августа в день независимости Украины сепаратисты предприняли крупное наступление на юге Донбасса и вышли к Азовскому морю. 28 августа они смогли взять под контроль Новоазовск, а также ряд населённых пунктов Новоазовского, Старобешевского, Амвросиевского районов.

## Бои в районе Дебальцева
В середине января 2015 года возобновились полномасштабные боевые действия. Этому предшествовал обстрел автобуса под Волновахой.
22 января был произведён артобстрел Донецка. Согласно исследованиям специальной мониторинговой миссии ОБСЕ, обстрел был произведён из миномёта или артиллерийского орудия с северо-западного направления. С новой силой возобновились бои в аэропорту Донецка, завершившиеся переходом территории аэропорта под контроль вооружённых формирований ДНР. Линия фронта была передвинута на 1,5—2 километра севернее взлётно-посадочной полосы аэропорта.
23 января глава ДНР Александр Захарченко объявил о намерении наступать до границ Донецкой области и попутно отказался от дальнейших инициатив начать переговоры о перемирии и обмена пленными.
24 января руководители ДНР заявили о намерении взять в окружение украинские силы в районе Дебальцева и о начале наступления на Мариуполь. В этот же день в Мариуполе произошёл обстрел микрорайона «Восточный».
10 февраля произошёл обстрел местонахождения штаба АТО в Краматорске с использованием РСЗО. В результате пострадали также жилые здания в этом районе.
Наиболее активные боевые действия развернулись в районе Дебальцева, где сепаратисты заняли ряд населённых пунктов, включая Углегорск.
Данный этап вооружённого противостояния закончился 12 февраля подписанием Минских соглашений, известных как «Минск-2», в которых декларировались прекращение огня с 15 февраля, отвод тяжёлых вооружений и артиллерии, проведение выборов в соответствии с украинским законодательством, вывод иностранных войск и техники, прекращение экономической блокады региона, разоружение всех незаконных групп, передача границы под контроль Украины после проведения выборов и конституционная реформа с учётом особенностей самоуправления в отдельных районах Донецкой и Луганской областей.
Несмотря на заявленное прекращение огня и подписание договорённостей, штурм Дебальцева продолжился, и к 18 февраля Дебальцево полностью перешло под контроль сепаратистов.

## Локальные бои в нейтральной зоне
После заключения «Минска-2» стороны конфликта развернули локальные тактические бои в нейтральной зоне с неопределённым статусом в Марьинке, Широкине и в промзоне Авдеевки, пытаясь улучшить свой огневой контроль над дорогами, которые проходят вдоль линии фронта. Продолжились взаимные обстрелы, однако с существенно меньшей эффективностью и с использованием артиллерии меньшего калибра. Практически перестали использоваться системы реактивного залпового огня. С обеих сторон конфликта заявили о намерении соблюдать Минские соглашения и об отсутствии «военного решения» конфликта.
Летом 2016 года наблюдался рост активности взаимных обстрелов и локальных боёв, наиболее интенсивной горячей точкой оставалась так называемая «Донецкая дуга» Марьинка — Авдеевка — Пески.
С 18 по 20 декабря 2016 года ситуация резко обострилась в районе Дебальцева на так называемой «Светлодарской дуге». В нейтральной зоне два дня шли ожесточённые бои между силами ДНР и украинскими военными. В ходе боев обе стороны применяли запрещённую минскими соглашениями артиллерию крупных калибров. По версии сепаратистов, украинские силовики попытались выровнять свою линию обороны и перешли в наступление с целью выбить сепаратистов с занимаемых позиций, однако, понеся потери, были вынуждены отступить. Согласно же версии украинского командования, непосредственно сепаратисты первыми пошли в атаку на украинские позиции, применяя для прикрытия артиллерию запрещённых калибров, но в ходе ожесточённого боя понесли значительные потери и были отброшены на свои позиции. Также, по версии украинского командования, в ходе контратаки у противника были отбиты 1,5 км² территории, 2 опорных пункта и часть Светлодарского водохранилища.
29 января 2017 года в районе города Авдеевки, подконтрольного украинской армии, начались масштабные боевые действия и увеличилась интенсивность обстрелов в треугольнике Донецк—Ясиноватая—Авдеевка. Число жертв исчисляется десятками с обеих сторон. МИД Украины заявил, что из-за массированных обстрелов город Авдеевка (из которого артиллерийские подразделения ВСУ обстреливали населенные пункты ДНР) остался без воды, тепла и света. В результате контрнаступления украинские военные сумели закрепиться на новых территориях под Спартаком и перейти донецкую трассу в районе Царского Села.
В ноябре 2017 года в связи с началом политического кризиса в ЛНР украинская армия перешла в наступление, заняв некоторые территории, подконтрольные ЛНР и ДНР. В частности, украинскими военными были заняты посёлки Травневое и Гладосово.